# Прядки
Прядки — колишнє село в Україні. Містилося в Миргородському районі Полтавської області. 
На 3-версній карті 1860-70-х років село або хутір на місці села відсутні. Ймовірно, виникло наприкінці ХІХ ст., або вже у 1920-і роки.
1982 р. у селі мешкало бл. 30 осіб.
Зняте з обліку рішенням Полтавської обласної ради 23 квітня 2003 року.